# Chirculești (okręg Giurgiu)
Chirculești – wieś w Rumunii, w okręgu Giurgiu, w gminie Iepurești. W 2011 roku liczyła 74 mieszkańców.